# 蝟長鰭蝠魚
蝟長鰭蝠魚（學名：Dibranchus erinaceus），為輻鰭魚綱鮟鱇目棘茄魚亞目棘茄魚科的其中一種，分布於東太平洋的加拉巴哥群島、可可島與巴拿馬de Azuero半島海域，屬深海底棲性魚類，棲息深度700-1150公尺，體長可達11公分，棲息在底層水域，生活習性不明。

## 扩展阅读
維基物種上的相關：蝟長鰭蝠魚